# Viscount Fairfax

Wappen der Viscounts Fairfax

Viscount Fairfax, of Emley in the County of Tipperary, war ein erblicher britischer Adelstitel in der Peerage of Ireland.
Der Titel wurde am 10. Februar 1629 für den ehemaligen Abgeordneten im englischen Unterhaus und Sheriff von Yorkshire Sir Thomas Fairfax geschaffen.
Der Titel erlosch beim Tod seines Urenkels, des 9. Viscounts, am 20. Januar 1772.
Familiensitz der Viscounts war Gilling Castle in Yorkshire.

## Liste der Viscounts Fairfax (1629)
- Thomas Fairfax, 1. Viscount Fairfax (1574–1636)
- Thomas Fairfax, 2. Viscount Fairfax (um 1599–1641)
- William Fairfax, 3. Viscount Fairfax (1620–1648)
- Thomas Fairfax, 4. Viscount Fairfax († 1651)
- Charles Fairfax, 5. Viscount Fairfax († 1711)
- Charles Fairfax, 6. Viscount Fairfax († 1715)
- Charles Fairfax, 7. Viscount Fairfax († 1719)
- William Fairfax, 8. Viscount Fairfax († 1738)
- Charles Gregory Fairfax, 9. Viscount Fairfax († 1772)